# Campeonato de Primera Fuerza 1940/41
In 1940/41 werd het achttiende seizoen gespeeld van het Campeonato de Primera Fuerza, de hoogste amateurklasse van het Mexicaanse voetbal. Atlante werd kampioen.

## Eindstand
| Plaatsa | Club              | Wed. | W  | G | V  | Saldo | Ptn. |
| ------- | ----------------- | ---- | -- | - | -- | ----- | ---- |
| 1.      | Atlante           | 14   | 11 | 0 | 3  | 48:29 | 22   |
| 2.      | Selección Jalisco | 14   | 8  | 1 | 5  | 34:29 | 17   |
| 3.      | Club España       | 14   | 8  | 1 | 5  | 34:30 | 17   |
| 4.      | Necaxa            | 14   | 7  | 2 | 5  | 28:18 | 16   |
| 5.      | Asturias          | 14   | 5  | 2 | 7  | 25:20 | 12   |
| 6.      | Moctezuma         | 14   | 4  | 3 | 7  | 25:37 | 11   |
| 7.      | América           | 14   | 4  | 2 | 8  | 31:37 | 10   |
| 8.      | Marte             | 14   | 3  | 1 | 10 | 22:47 | 7    |

|  | Kampioen |

### Kampioen
| Campeonato de Primera Fuerza 1940/41 |
| Mexico                               |
| ------------------------------------ |
| ATLANTE Kampioen (2° titel)          |

## Topschutters
| Speler                                       | Speler          | Goals | Club       |
| -------------------------------------------- | --------------- | ----- | ---------- |
| Vlag van Spanje (2 feb. 1938 - 10 okt. 1945) | Martin Vantolra | 17    | CF Atlante |